# Брот-ле-Люксёй
Брот-ле-Люксёй (фр. Brotte-lès-Luxeuil) — коммуна во Франции, находится в регионе Франш-Конте. Департамент — Верхняя Сона. Входит в состав кантона Сен-Совёр. Округ коммуны — Люр.
Код INSEE коммуны — 70098.

## География
Коммуна расположена приблизительно в 320 км к востоку от Парижа, в 65 км северо-восточнее Безансона, в 21 км к северо-востоку от Везуля.

## Население
Население коммуны на 2010 год составляло 217 человек.
| 1962 | 1968 | 1975 | 1982 | 1990 | 1999 | 2010 |
| ---- | ---- | ---- | ---- | ---- | ---- | ---- |
| 151  | 130  | 161  | 167  | 208  | 212  | 217  |

## Администрация
| Период | Период | Фамилия             | Партия | Примечания |
| ------ | ------ | ------------------- | ------ | ---------- |
| 2001   | 2008   | Жозеф Франк         |        |            |
| 2008   | 2014   | Мартин Манжель-Сель |        |            |

## Экономика

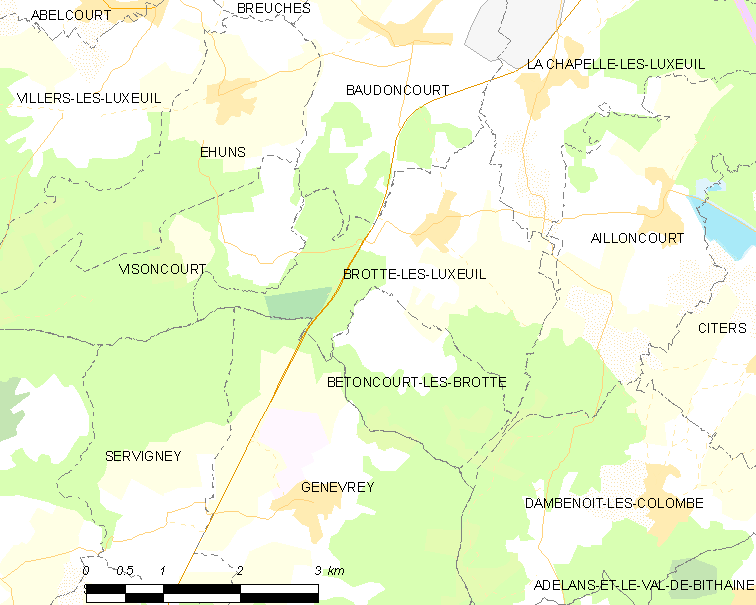
Карта коммуны

В 2010 году среди 143 человек трудоспособного возраста (15—64 лет) 107 были экономически активными, 36 — неактивными (показатель активности — 74,8 %, в 1999 году было 65,7 %). Из 107 активных жителей работали 96 человек (57 мужчин и 39 женщин), безработных было 11 (4 мужчины и 7 женщин). Среди 36 неактивных 8 человек были учениками или студентами, 18 — пенсионерами, 10 были неактивными по другим причинам.